# Antai-ji
Antai-ji (安泰寺) est un temple bouddhiste de l'école Zen Sōtō .  Il se trouve à Shin'onsen (préfecture d'Hyōgo), au Japon. Il occupe 50 hectares dans les montagnes, près du parc national de San'inkaigan. Inaccessible en hiver, il accueille les visiteurs pendant les mois d'été. 

## Fondation à Kyoto
Antai-ji a été fondé en 1923 par Oka Sotan comme monastère pour l'étude du  Shōbōgenzō. Il est situé alors au nord de Kyoto, et beaucoup d'érudits viennent y étudier.  
Mais durant la Seconde Guerre mondiale, le temple est abandonné et reste inoccupé jusqu’en 1949. A cette date, Kodo Sawaki (1880-1965) s'y installe avec son disciple Kōshō Uchiyama (1912-1998) et tous deux font d'Antai-ji un endroit dédié à la pure pratique de zazen. Depuis lors, les moines d'Antai-ji se livrent exclusivement à la pratique de zazen et à la mendicité, dans l'esprit et la forme de la tradition monastique bouddhique, et la renommée du temple s'est répandue au Japon mais aussi à l'étranger, attirant de nombreux pratiquants

## Déménagement à Hyōgo
Cependant, la notoriété croissante du temple y amène de nombreux visiteurs, à quoi s'ajoute la construction de plusieurs habitations dans les alentours du temple. Tout cela rend difficile la pratique de zazen sur le site de Kyoto. L'abbé qui succède à Kosho Uchiyama, Koho Watanabe (1942-2016), décide donc de transférer Antai-ji sur son emplacement actuel, à proximité d'un parc national, sur la côte de la mer du Japon. 
Il vient chercher dans la tranquillité des montagnes un nouveau style de vie, et insiste sur la nécessité de ramener la pratique de zazen à ses sources chinoises, et ainsi également de viser à l'autarcie et l'auto-suffisance. Son successeur, Shinyu Miyaura, (1948-2002) protégera, jusqu'à sa mort subite dans la neige de février 2002, la pratique de zazen dans un environnement tranquille, tout en mettant en pratique cet idéal d'un monastère qui vive en autarcie. Son disciple, le moine allemand Muho Noelke (1968- ), lui succède alors comme neuvième abbé d'Antai-ji.

## Les abbés d'Antaiji
Dix abbés se sont succédé à ce jour, l'actuel étant en fait une abbesse.
1. Oka Sotan
2. Odagaki Zuirin
3. Kishizawa Ian
4. Etō Sokuō
5. Sawaki Kōdō
6. Uchiyama Kōshō
7. Watanabe Kōhō
8. Miyaura Shinyū
9. Muhō Nölke
10. Nakamura Ekō (abbesse)